# ماثيو ليون
ماثيو ليون (بالإنجليزية: Matthew Lyon) هو سياسي أمريكي، ولد في 14 يوليو 1749 في دبلن في جمهورية أيرلندا، وتوفي في 1 أغسطس 1822 في أركنساس في الولايات المتحدة. حزبياً، نشط في الحزب الجمهوري الديمقراطي. وقد انتخب عضو مجلس نواب فيرمونت وانتخب عضو مجلس النواب الأمريكي عن دائرة الدائرة الانتخابية الكونغرسية الأولى في كنتاكي ‏ (4 مارس 1803 – 3 مارس 1811).